# Национальный кадетский корпус (Шри-Ланка)
Национальный кадетский корпус — военный кадетский корпус (молодёжная организация на Шри-Ланке под эгидой Министерства обороны страны). Формально корпус ведёт свою историю от основанного в 1881 году Цейлонского кадетского корпуса (училища резерва Цейлонской лёгкой пехоты). Здесь офицеры выступают в роли инструкторов. Кадетам преподаётся начальная военная и строевая подготовка. Офицеры и кадеты не обязаны проходить действительную военную службу, хотя многие добровольно идут в действительную армию или записываются в резервные подразделения.

## Задача корпуса
Задачей национального кадетского корпуса является обучение и развитие кадет с использованием эффективных учебных программ, чтобы каждый кадет закалил свой характер, приобрёл мужество, спортивное мастерство, уверенность в себе, самодисциплину и гражданское самосознание, здоровый авантюризм, ответственность и чувство локтя товарища. Всё это позволяет создать хорошо подготовленную молодёжь, способную обеспечить лидерство во всех аспектах жизни.

## Кадеты
Кадетом может стать любой учащийся Шри-Ланки школы любого типа (государственной, полугосударственной, частной) в возрасте от 14 до 20 лет независимо от пола, этнической и религиозной принадлежности. При поступлении в корпус определяется крыло: армия, ВВС или ВМФ, их программы различны, но основная цель достигается одинаково хорошо. Кроме этого, все кадеты делятся на восточную и западную группу по географическому признаку.

## История
- 1881 — Джон Калл, позднее директор Королевского колледжа, создал кадетский взвод в качестве добровольческого подразделения при Цейлонской лёгкой пехоте для студентов Королевского колледжа.
- 1902 — Создан кадетский батальон при Цейлонской лёгкой пехоте (CLI) и майор С. М. Барош из CLI стал первым командиром этого батальона.
- 1917 — Первый Герменлуз (всеостровной) смотр был проведен в Даяталава. Чемпионом было подразделение колледжа Кингсвуд из Канди
- 1918 — По рекомендации бригадного генерала Р. Б. Фелла (Командир CDF) формируется Цейлонский кадетский батальон при 2-й дивизии 4 февраля 1918 года.
- 1948 — полковник Р.Дж. С. Мендис был первым назначенным ланкийским командиром Цейлонского кадетского батальона.
- 1971 — Восемь офицеров были мобилизованы в действующую армию в период апрельского восстания в разных частях острова.
- 1972 — Цейлонский кадетский корпус изменил своё название на Кадетский корпус Шри-Ланки после того как Цейлон объявил себя республикой.
- 1981 — В Коломбо было проведено празднование столетия кадетского корпуса.
- 1985 — Были приняты меры для объединения Кадетского корпуса Шри-Ланки и кадетского корпуса полиции в процессе мобилизации трудовых ресурсов и выполнения Закона о дополнительных силах № 40 от 1985 года.
- 1985 — В 10 крупных городах острова появились женские взводы.
- 1988 — Кадетский корпус Шри-Ланки, входящий в состав резерва армии Шри-Ланки изменил своё название на Национальный кадетский корпус, который и был торжественно открыт 29 апреля 1988 года Дж. Р. Джаявардене, президентом Шри-Ланки.[1]
- 1990 — 2 декабря 1990 года был создан учебный центр Национального кадетского корпуса в Рантембе. Это произошло по распоряжению секретаря министерства обороны генерала К. Ранатунга.
- 1995 — В общей сложности 98 офицеров, включая 25 офицеров-женщин, были мобилизованы на действительную службу в оперативных целях. Некоторые из них были отправлены в штаб армии, Военную академию Шри-Ланки (SLMA), Оборонный университет Котелавала(KDU) и Военно-морской флот Шри-Ланки для выполнения различных обязанностей.
- 2001 — Министерство обороны полностью взяло на себя обеспечение корпуса от Министерства образования и создало штаб-квартиру Национального кадетского корпуса в Калубовила 18 мая 2001 года.
- 2006 — Празднование сто двадцать пятой годовщины основания корпуса.

Эмблема с 1881 по 1919
Эмблема с 1919 по 1950
Эмблема с 1950 по 1972

## Батальоны
Национальный кадетский корпус состоит из 22 батальонов и штаб-квартиры:
- Штаб-квартира корпуса — Коломбо
- 1-й батальон — Хиккадува — Сумангала Видиалая
- 2-й батальон — Маханувара — Далада Малигава Премисес
- 3-й батальон — Коломбо — колледж Наланда
- 4-й батальон — Иббагамува — Курунегала
- 5-й батальон — Анурадхапура ММВ
- 6-й батальон — Центральный колледж Баддулла
- 7-й батальон — Гампаха — Колледж Бандаранаяке
- 8-й батальон — Хидаллана — Сивали ММВ
- 9-й батальон — Кегалле
- 10-й батальон — Тангалле — Образовательный департамент
- 11-й батальон — Кадурувела — Полоннарува
- 12-й батальон — Калутара Видалая
- 13-й батальон — Коллдже Канди Сри-Рахула Катогастота
- 14-й батальон — Кулипития — Центральный колледж Наккаватта
- 15-й батальон — Монарагала
- 16-й батальон — Матара
- 17-й батальон — Ампара
- 18-й батальон — Нувара-Элия
- 19-й батальон — Паннипития
- 20-й батальон — Джафна
- 21-й батальон — Тринкомали
- 22-й батальон — Ванни

## Учебный центр в Рантембе
Учебный центр находится в заповеднике в округе Маханувара Центральной провинции. Поблизости находятся водохранилища (танки) Рантембе и Ранденигала. До столицы округа — города Канди — 77 километров. Учебный центр имеет два главных крыла: учебное крыло и административное крыло. Все мероприятия по подготовке офицеров, кадет и курсы повышения квалификации для других специалистов корпуса проводятся только в данном учебном центре в соответствии с напряжённым графиком обучения. Кроме того, здесь же проводятся академические курсы, организованные штаб-квартирой корпуса для личного состава вооруженных сил и полиции. Учебный центр имеет хорошо оснащённое стрельбище, плац, полосу препятствий, стадион, медпункт, бассейн, библиотеку, отдельные столовые для офицеров и кадет, собственный магазин, храмовую комнату, зал для медитаций и т. д.
Учебным центром командует комендант в звании полковника. Ему помогают командующий офицер в административном крыле и главный инструктор в учебном крыле. Он обладает возможностью набора сотрудников, постоянных инструкторов и гражданского персонала.

## Обучение
Все кадеты проходят практическое и теоретическое обучение по следующим дисциплинам: физическая культура, строевая подготовка, оружейная подготовка, стрельба, чтение карты, маскировка, оказание первой помощи, полковые специальности, курс по укреплению доверия, курс по развитию лидерских качеств, курс по противопожарным мероприятиям, общественные работы, общие знания, драматургия и нескольким другим.
Обычно курсантам для обучения выдаётся британская винтовка Ли-Энфилд Mk III.
Кроме этого, процесс обучения контролируется целым рядом мероприятий по оценке как отдельных кадет, так и подразделений целиком:
- Обучение курсантов по графику на уровне взвода.
- Проведение одного дня или целых выходных в тренировочных лагерях на уровне роты
- Участие в работе выбранного лагеря
- Проведение оценки лагерей на уровне батальонов
- Всеостровной конкурс Германа Лооса/Де-Суза. В конкурсе побеждают после соревнований между собой 2 лучших взвода из 22-х батальонов, разбросанных по острову.
- Выбор лучшей девушки и юноши из взвода.
- Награждение всех кадет, принимавших участие в работе лагерей.

## Табель о рангах корпуса
Офицеры
- Генерал-майор
- Бригадир
- Полковник
- Подполковник
- Майор
- Капитан
- Лейтенант
- Второй лейтенант (российский аналог: младший лейтенант)
- Испытательный офицер (англ. Probationary officer)

Кадеты
- Старший по батальону подофицер (один на батальон)
- Батальонный интендантский подофицер (один на батальон)
- Старший ротный подофицер (один в роте)
- Младший ротный подофицер (один в роте)
- Сержант (пять в роте исключая CSM и CQMS/зависит от взвода в роте)
- Капрал (пятнадцать в роте)
- Младший капрал (пятнадцать в роте)
- Кадет

Исключения
- Полковой старшина (RSM)
- Полковой интендант-сержант (RQMS)
- Ротный старшина (CSM)
- Ротный интендант-сержант (CQMS)